# Años 180 a. C.
Los años 180 antes de Cristo comenzaron el 1 de enero de 189 a. C. y terminaron el 31 de diciembre de 180 a. C.

## Acontecimientos
- 188-187 a. C.: pretores de la Hispania Romana Lucio Manlio Acidino (Hispania Citerior) y C. Atino (Hispania Ulterior); el primero combate a los celtíberos en Calagurris, el segundo vence a los lusitanos, sitía Hasta y fallece.
- 187 a. C.: en India finaliza el gobierno del rey Shatadanua, de la dinastía mauria.
- 186-185 a. C.: pretores de la Hispania Romana Lucio Quincio Crispino (Hispania Citerior) y Cayo Calpurnio Pisón (Hispania Ulterior); los dos combinan sus fuerzas para actuar en las fronteras y alcanzar la línea del río Tajo.
- 186 a. C. (2 de febrero): en la provincia de Gansu (centro-noroeste de China) se registra un terremoto de 7 grados en la escala sismológica de Richter, que deja un saldo de 760 muertos.[1]
- 185 a. C.: Catón el Viejo y sus partidarios acusan al general romano Escipión el Africano y a su hermano Lucio de haber recibido sobornos del finado rey seléucida Antíoco III. Escipión desafía a sus acusadores, les recuerda a los romanos la deuda que tienen con él, y se retira a su casa de campo en Literno (en Campania). Sin embargo, Catón tiene éxito a la hora de acabar con la influencia política de Lucio Escipión y Escipión Africano.
- 185 a. C.: en Egipto, la guerra civil entre las zonas norte y sur del país acaba con el arresto de Anjunnefer por el general ptolemaico Conano.
- 185 a. C.: el brahmán (sacerdote) PusiaMitra Sunga —jefe del ejército mauria— asesina al último emperador mauria BrijadRatha, y funda la dinastía Sunga.
- 184-183 a. C.: pretores de la Hispania Romana Aulo Terencio Varrón (Hispania Citerior) y P. Sempronio Longo (Hispania Ulterior).
- 182-181 a. C.: pretores de la Hispania Romana Quinto Fulvio Flaco (Hispania Citerior) y P. Manlio (Hispania Ulterior); combates en la Celtiberia oriental contra los lusones y en la Carpetania hasta la zona de Toletum, así como en la Celtiberia Ulterior.
- 180-179 a. C.: pretores de la Hispania Romana Tiberio Sempronio Graco (Hispania Citerior) y Lucio Postumio Albino (Hispania Ulterior); los dos actúan conjuntamente contra los celtíberos, batallas de Complega y Mons Chaunus (Moncayo). Fundación de Graccurris e Iliturgi.